# Tipula brethesiana
Tipula brethesiana är en tvåvingeart som beskrevs av Alexander 1929. Tipula brethesiana ingår i släktet Tipula och familjen storharkrankar. Inga underarter finns listade i Catalogue of Life.